# Biserica Sfântul Anton din Câmpina
Biserica Sf. Anton de Padova este o biserică romano-catolică din Câmpina, pe str. Strada Golești nr. 10, care servește drept parohie a Arhiepiscopiei Romano-Catolice de București.

## Istoria
Din anul 1855 au început să se stabilească în Câmpina specialiști în petrol, majoritatea romano-catolici, veniți din străinătate și preotul romano-catolic din Parohia de Ploiești avea grijă pastorală de ei.
În 1899 se înființează Parohia Romano-Catolică din Câmpina, cu o capelă și o școală primară, într-un imobil închiriat. Erau circa 500 de familii cu 70-80 de botezuri pe an. 
În 1903 Inginerul petrolist german Anton Raky elaborează planurile bisericii, ale anexelor și cumpără un teren de 6 500 mp din banii săi. (A mai construit la Câmpina și un pod peste râul Prahova care există si astăzi Podul lui Raky). În anul 1904 se începe construirea bisericii de către meșteri germani și în 1906 se termină construcțiile și dotarea cu mobilier, 3 clopote, obiecte de cult, costurile fiind suportate în întregime de ctitor, tot inginerul Anton Raky, urmate de sfințirea bisericii.
Parohia romano-catolică a Sfântului Anton de Padova a fost înființată în 1899. Din 1860 până 1899 comunitatea a fost păstorită de preotul romano-catolic din Parohia de Ploiești, până când a venit un paroh la Câmpina. Această este lista parohilor romano-catolici: 
- pr. Augustin Kuczka (1899-1900)
- pr. Julius Dwucet  (1900-1904)
- pr. Thomas Zdechlik (1905)
- pr. Franz Peterok (1905-1914)
- pr. Ioan Adolf Anton Hugo Bannerth (1914-1932)
- pr. Jean de Krassowsky (1932-1951)
- pr. Ioan Dragomirescu (1951-1977)
- pr. Eugen Blăjuț (1977-1979)
- pr. Petru Cojan (1979-1981)
- pr. Iosif Enășoae (1981-1983)
- pr. Alois Ilieș (1983-1994)
- pr. Emil Diac (1994-2003)
- pr. Pavel Encuță (2003-2013)
- pr. Claudiu Cojan (2013- )[6].

În 1936 a mai fost înființată o parohie greco-catolică, Parohia Câmpinei, Morelinor și Văii Prahovei, datorită sosirii ardelenilor, în jurul de 1700 de persoane, care au lucrat la industria petrolului. Nefiind biserica greco-catolică, biserica Sf. Anton a fost și este gazda pentru credincioșii greco-catolici. Primul paroh a fost pr. Laurențiu Moisin iar actualmente este pr. Radu Ivan.
Parohia are ca filiale Filipeștii de Pădure (str. Valea Rea nr. 159), unde există o capelă.
Parohia nu deține un cimitir propriu.

## Biserică
Biserica, cu o suprafață de 212 mp (18x12m) , are stil romanic, cu pronaos, naos, prezbiteriu și înălțimea maximă din interior 10 m. Are un turn cu un clopot (a rămas doar cel mic, de 2 tone, din trei câte au fost inițial) și este acoperită cu tablă. Zidăria este din piatră, blocuri de carieră Albesti Muscel, cu ancadramentul ușilor și ferestrelor din piatră de la Rusciuk (Bulgaria). 

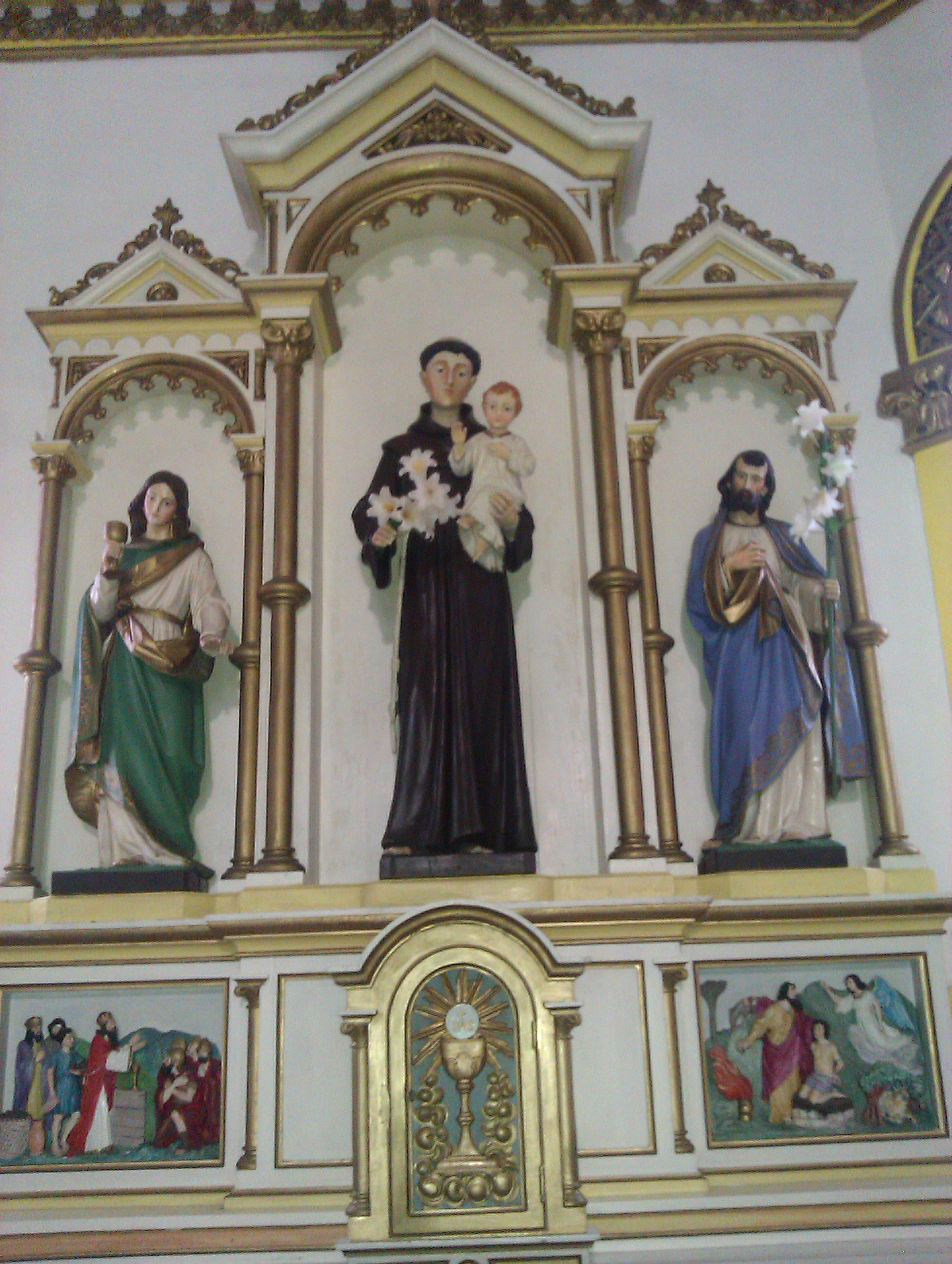
Biserica Romano-Catolică Sf. Anton de Padova din Câmpina

În pronaos, se află vitraliul reprezentând botezul lui Isus Cristos, două aghiazmatare (vase cu apă sfințită) din marmoră albă și o cristelniță monumentală (baptisteriul) din marmoră de Carrara (Italia). În interior, se află trei altare, unul central mai mare în prezbiteriu, pe care se celebrează zilnic Sfânta Liturghie, și două lateral, în fată. Altarele sunt de marmoră neagră și colorată. Tot în prezbiteriu, în fundal, se află un grup de trei statui: în centru, cea a Sfântului Anton de Padova cu Pruncul Isus în brațe, patronul bisericii din Câmpina; la stânga, statuia Sfintei Varvara, iar în dreapta, statuia Sfântului Iosif. În ferestrele de lângă altar se află 2 vitralii care reprezintă 2 îngeri în adorație. De asemenea, în partea din stânga, în planul din fată, se află amvonul decorat cu basoreliefurile celor patru evangheliști. Statuile și amvonul provin din atelierele Stufflesser Gardena (Italia) . În planurile laterale ale arcadei de deasupra altarului se află din anul 2001 două picturi mari cu temele: Isus ne învață și Isus ne hrănește.
În naos se află coloanele, brâul interior și ornamentele în stucatură fină. În stânga, fată, se află o mare pictură în ulei, imagine clasică: Isus pe Cruce. În dreapta, un mare basorelief reprezentând grupul edenic cu Maica Domnului (Ajutorul creștinilor - Auxilium christianorum). Pe pereții laterali, de fiecare parte câte 7, în basorelief, se află 14 imagini reprezentând suferințele lui Isus Cristos pe Calea Crucii (Via Crucis). 
În sărbătoarea Paștelui a anului 2000 s-a binecuvântat basorelieful încadrat în arcada din spate reprezentându-l pe Isus Cristos înviat. Tot în anul 2000 se montează vitraliile din altar reprezentând îngerii stând în adorație.
Biserica Sf. Anton de Padova mai are o casă parohială proprie lângă biserică.

## Congregații și asociații prezente
Agustinianele contemplative ale Sfintei Rita (OSA)
Surorile Sfântului Iosif din Aosta (SSJ)

## Viața liturgică și activitățile parohiale
Viața liturgică a parohiei Sf. Anton de Padova – Câmpina e legată practic de viața liturgică a Bisericii Catolice, atât de ritul latin cât și de ritul bizatin.
Se celebrează zilnic Sfânta Liturghie cu participarea credincioșilor, în număr mai mare duminica și mai ales în sărbători: Crăciun, Paște etc. Apoi sunt celebrate sacramentele sau sfintele taine, atât cele ale inițierii creștine (Botezul, Mirul și Euharistia, cât și cele de vindecare (Spovedania și Ungerea Bolnavilor sau Maslul).

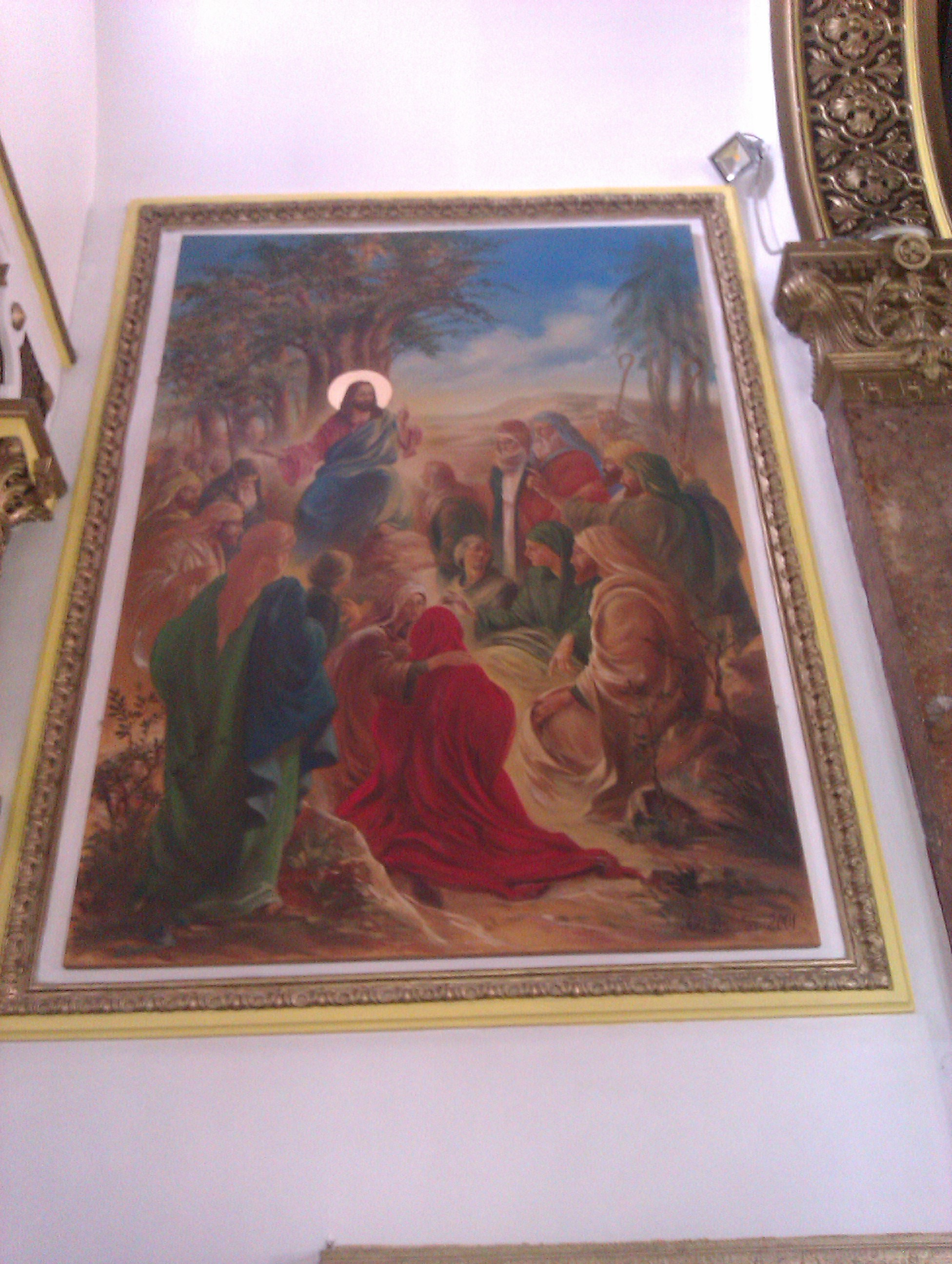
Biserica Romano-Catolică Sfântul Anton din Câmpina, tabloul în planul lateral al arcadei de deasupra altarului, pictura cu tema: Isus ne învață.

Copiii care au ajuns la vârsta priceperii și au învățat doctrina creștină, primesc Prima Sfânta Împărtășanie. În schimb, sacramentul Mirului este administrat de către Episcop, tuturor celor care au aprofundat în cunoașterea credinței creștine.
Credincioșii se pot spovedi zilnic în confesionalele din biserică; în general preotul este disponibil pentru spovadă înainte de începutul Sfintelor Liturghii, în timpul Rozariului.
De obicei, la începutul anului preotul binecuvântează casele credincioșilor.
În timpul Postului Mare, de obicei Miercurea și Vinerea, se citește rugăciunea Calea Sfintei Cruci, o meditație a drumului pe care Isus l-a făcut odinioară de la casa lui Pilat și până pe Golgota, unde a fost răstignit și a murit pe cruce. Cele 14 imagini sunt așezate de-a lungul bisericii iar preotul și credincioșii le urmează una câte una în rugăciune și cântec.
Sfânta Fecioară Maria este cinstită în mod special prin rugăciunea Sfântului Rozariu, ce se rostește zilnic înainte de Sfânta Liturghie.
Marțea este ziua închinată Sfântului Anton de Padova, patronul bisericii. Mulți credincioșii își cinstesc patronul participând în fiecare marți la Sfânta Liturghie, rugându-se lui Dumnezeu pentru binecuvântare și ajutor prin mijlocirea acestui sfânt popular, supranumit sfântul minunilor. După ritualul Sfintei Împărtășanii, preotul înalță rugăciunile și cântecele specifice către Sfântul Anton și binecuvântează pâinea, pe care enoriașii o poartă la biserică și care mai apoi este împărțită tuturor, în special săracilor. La sfârșit Liturghiei se venerează relicva Sfântului Anton. 
Hramul se sărbătorește anual pe 13 iunie. Se celebrează o Sfânta Liturghie solemnă în cadrul căreia preoții binecuvântează crinii (florile atribuite Sf. Anton) și copiii, în mod special cei mici aduși de mamele lor sau de cei dragi, în amintirea faptului că pruncul Isus i-a apărut sfântului sub chip de prunc spre finalul vieții sale când era suferind. 